# Bangsia rothschildi
Златогърдата тангара (лат. Bangsia rothschildi) е вид птица от семейство Тангарови (Thraupidae).

## Разпространение
Видът е разпространен в Еквадор и Колумбия.